# Gowak (Pringsurat)
Gowak is een bestuurslaag in het regentschap Temanggung van de provincie Midden-Java, Indonesië. Gowak telt 3255 inwoners (volkstelling 2010).